# Castillo de Castelgrande
 Castelgrande es un castillo situado en Bellinzona en Suiza. Se le conoce también con los nombres de Castillo de San Miguel o  Castillo de Uri.
Forma parte, con el castillo de Montebello, el castillo de Sasso Corbaro y la muralla que rodea la ciudad, de un conjunto inscrito desde el año 2000 en el Patrimonio de la Humanidad de la Unesco.
Las imponentes dimensiones de Castelgrande (más de doscientos metros en diagonal) tuvieron por consecuencia que la mayoría de las instalaciones defensivas se construyeran en la periferia del castillo. Las partes más antiguas del recinto actual datan de los siglos X y XI.

## El lugar

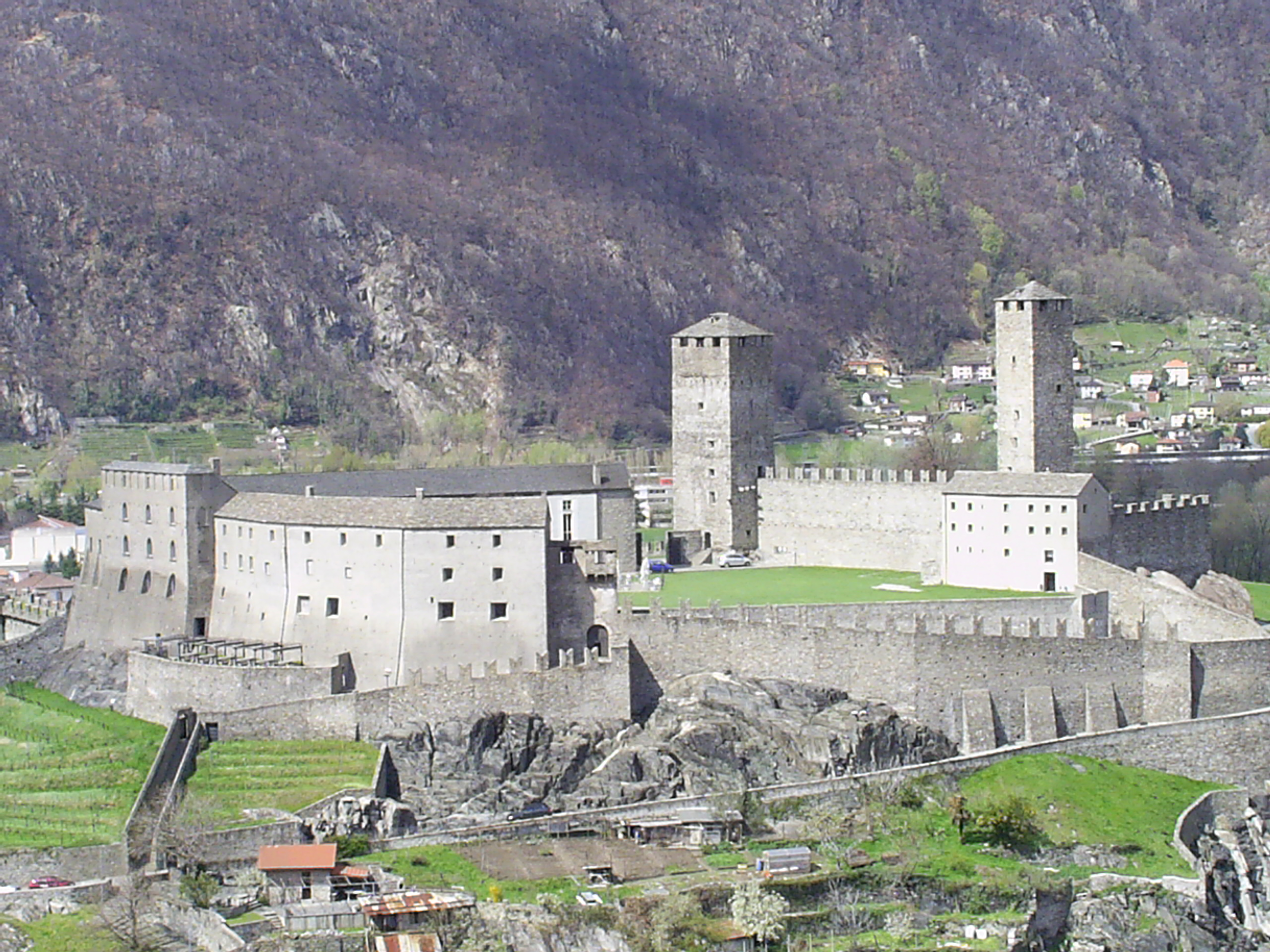
Castillo de Castelgrande.

El castillo se construyó en un promontorio rocoso situado en medio de un valle profundo, que conectaba el norte con el sur de Europa. Esta situación estratégica en el centro de Europa, en la carretera del macizo de San Gotardo, desde siempre ha incitado a los hombres a transformar y mejorar el lugar, creando a través de los siglos verdaderas fortalezas defensivas, llegando hasta cerrar el valle del río Tessino, de parte a parte, por una muralla.
Las primeras instalaciones humanas datan del neolítico.
La última restauración, obra del arquitecto Aurelio Galfetti, aporta una lectura contemporánea a la historia de la fortaleza.

## Historia
- En el año 15 a. C., primer castillo de la época del emperador Augusto. Abandonado en el siglo I d. C.
- Durante el siglo IV, nueva fortificación del lugar por el Imperio romano.
- El promontorio rocoso ha estado habitado ininterrumpidamente desde finales de la época romana.
- Después de la caída del Imperio romano, en el siglo V Bellinzona pasó probablemente a las manos de los sucesores de Roma, es decir hacia el 500 a los Ostrogodos, luego al imperio bizantino y por fin a los Lombardos, que se establecieron en el norte de Italia durante el siglo VI.
- Los monarcas carolingios se apoderaron después del lugar; en el siglo X, los emperadores de la Dinastía Sajona.
- Siglos X y XI, construcción de la muralla actual por los emperadores de la Dinastía Sajona en sustitución de la muralla de origen romano, muy deteriorada.
- A principio del siglo XI, los emperadores de la Dinastía Sajona cedieron su fortaleza a los obispos de Como.
- A partir del siglo XII se reforzó el recinto, se transformó, y se elevó en varias ocasiones.
- En el siglo XII Bellinzona estuvo en el centro de violentas luchas.
- En 1192, Bellinzona fue cedido de nuevo al municipio de Como, controlado por la nobleza.
- Hacia 1200, se refuerza con la construcción de La Torre Nera.
- De 1422 1480, bajo soberanía de Milán y para prevenir ataques Confederados al castillo se construyó un conjunto defensivo formado por los 3 castillos.
- En 1499, Luis XII, rey de Francia, invade el ducado de Milán.
- Entre 1500 y 1798, Bellinzona cayó en manos de la confederación de los XIII cantones. Durante este período el castillo se llamó Uri.
- 1803, Creación del Cantón del Tesino. El castillo vuelve de nuevo al Estado.
- En 1820, transformación de los edificios de Castelgrande en arsenal y en prisión.
- Entre 1920 y 1955, se emprendieron algunos trabajos de renovación y consolidación.
- De 1983 a 1989, transformaciones, creación de accesos y ascensores para uso de los edificios y del parque por los habitantes de Bellinzona.